# Lalka erotyczna

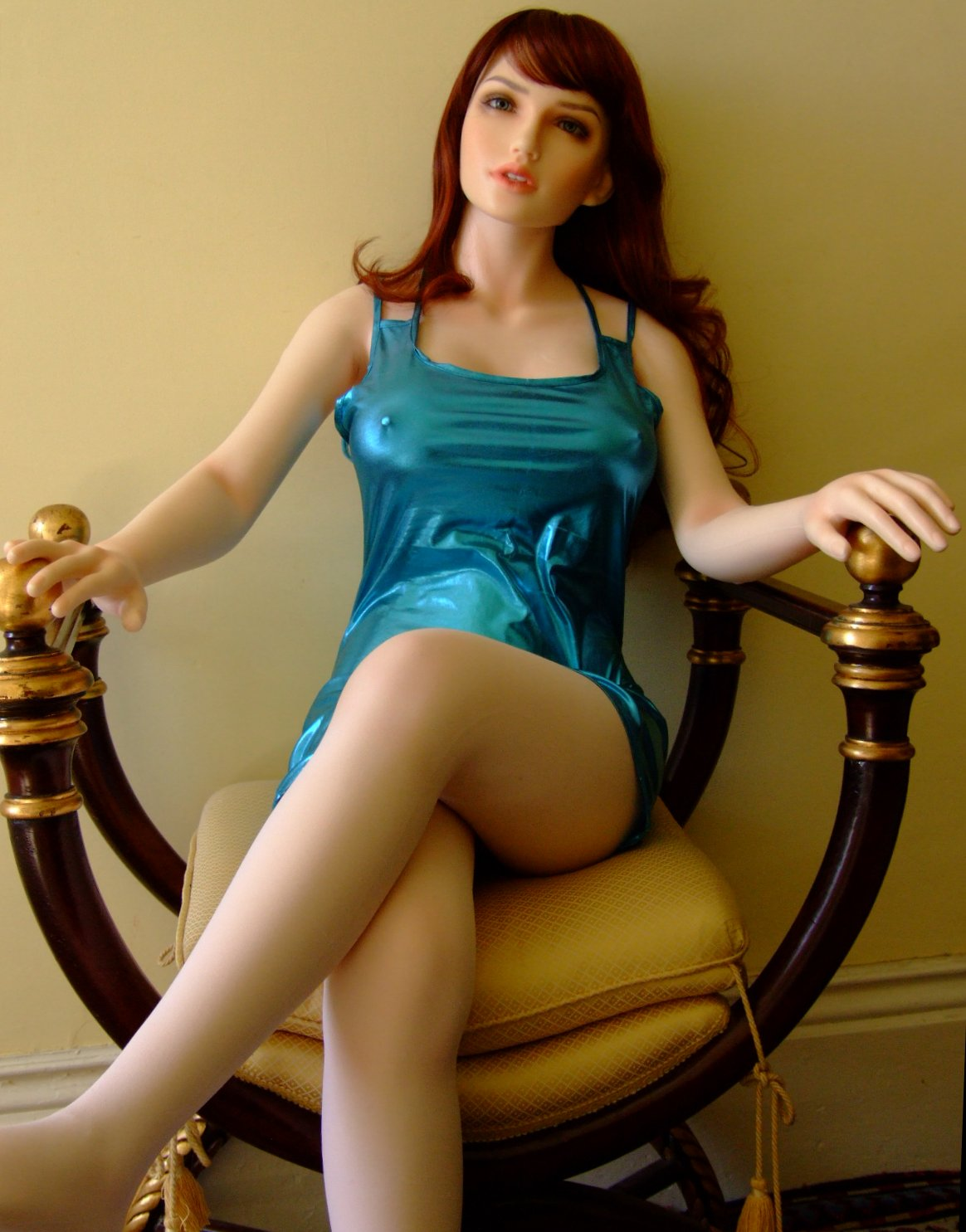
Nowoczesna lalka erotyczna

Lalka erotyczna (ang. sex doll) – akcesorium seksualne imitujące ciało ludzkie, służące do symulowania aktów seksualnych. Wykonane są z lateksu, plastyfikowanego polichlorku winylu bądź silikonu i zazwyczaj zaopatrzone są w otwory. Mogą imitować całe ciało lub tylko jego część (głowę, waginę, odbyt, usta lub inne).

## Historia
Lalki erotyczne po raz pierwszy pojawiły się w sprzedaży w latach pięćdziesiątych XIX wieku we Francji (fr. femmes en caoutchouc, "kobiety z gumy/kauczuku"). Produkt ten powstał na fali tzw. boomu kauczukowego. Zostały one udokumentowane w artykule francuskiego dziennika Le Figaro opisującego amerykańskie przedmioty wykonane z gumy zaprezentowane podczas wystawy światowej w 1855 roku. Posiadanie lalek erotycznych (jak i innych akcesoriów seksualnych) w tamtym okresie było penalizowane, toteż sprzedawano je w niewielkich ilościach po wysokich cenach.
Dawniej spekulowano, że pierwszymi użytkownikami lalek erotycznych wykonanych ze zszytych ze sobą materiałów i ubrań byli szesnastowieczni marynarze francuscy i hiszpańscy. Francuski termin dame de voyage pojawia się jednak po raz pierwszy w krótkim opowiadaniu z 1893 roku i odnosi się do pracownic seksualnych. Użycie tego terminu bez dopisku en caoutchouc (fr. "z gumy") odnoszące się bezpośrednio do lalek erotycznych pojawia się dopiero w 1920 roku. Opowieści o szesnastowiecznych marynarzach korzystających z takich lalek pochodzą głównie z literatury erotycznej lat osiemdziesiątych XIX wieku. Na początku XX wieku reklamy lalek erotycznych traktowały marynarzy jako grupę docelową, jednak nie ma żadnych dowodów na powszechną, wzmożoną praktykę ich użycia pośród tej grupy.